# Corvomeyenia everetti
Corvomeyenia everetti är en svampdjursart som först beskrevs av Mills 1884.  Corvomeyenia everetti ingår i släktet Corvomeyenia och familjen Metaniidae. Inga underarter finns listade i Catalogue of Life.